# Parafia Matki Boskiej Wniebowziętej i Królowej Pokoju w Studziankach Pancernych
Parafia Matki Boskiej Wniebowziętej i Królowej Pokoju w Studziankach Pancernych – parafia Kościoła Polskokatolickiego w RP, położona w dekanacie warszawsko-łódzkim diecezji warszawskiej. Msze św. sprawowane są w niedzielę o godz. 14:00.

## Historia
Parafia Matki Boskiej Wniebowziętej i Królowej Pokoju w Studziankach Pancernych została utworzona w 1952 na tle sporów o utworzenie we wsi parafii  rzymskokatolickiej. Parafia przeszła w całości pod jurysdykcję Kościoła Polskokatolickiego w PRL. Początkowo nabożeństwa odbywały się w baraku wojskowym, ale prędko ze składek wiernych wybudowano murowany kościół i drewnianą plebanię. W latach 50. XX wieku parafia była aktywna w środowisku wiejskim, dzięki  niej uruchomiono Agencję Pocztową i Kółko Rolnicze. W czynie społecznym wierni współtworzyli ośrodek zdrowia i szkołę. W 1952 parafia liczyła 932 wiernych, dziesięć lat później około 500 wiernych. Obecnie należą do niej wierni z większej części dawnego województwa radomskiego. W miejscowości nie ma parafii rzymskokatolickiej.
2 stycznia 2015 zmarł nagle dotychczasowy proboszcz parafii ks. Marek Pawełczyk. Obowiązki proboszcza pełni ks. Henryk Dąbrowski (także proboszcz parafii katedralnej pw. Świętego Ducha w Warszawie).